# 秀泰生活台東店
秀泰生活台東店（ Store），是一間位於台灣（Taiwan）臺東縣（Taitung County）臺東市（Taitung City）的小型購物中心，也是臺東（Taitung）地區首間結合電影院的商場，建築樓地板面積約4,000坪，商場主力核心店為秀泰影城（Showtime Cinemas）、UNIQLO及主題餐廳。

## 歷史
- 2009年，台灣汽車客運公司（Taiwan Motor Transport Co., Ltd.）將舊客運車站土地捐贈財政部（Ministry of Finance）國有財產局（National Property Administration）[3]；8月，臺東縣唯一的電影院大同戲院（Ta Tung Theater）焚毀，後當地民眾發起「電影院復出吧」活動，引起台東縣政府（Taitung County Government）關切[4]。
- 2010年12月，財政部國有財產局公布「臺東數位電影商城」開發計畫，由國有財產署提供基地面積約800坪（2701m²）的土地、台東縣政府招標的方式合作推動，預計以設定地上權50年方式進行公開招標[3][5]。
- 2011年10月，「臺東數位電影商城」開發計畫招標經5次流標後，由派帝娜實業有限公司得標[6]。
- 2011年12月1日，台東秀泰廣場舉行開工動土典禮，斥資5億元規劃興建，預計2013年春節開業[7]。
- 2013年7月12日，秀泰廣場（SHOWTIME PLAZA）開業（後更名為秀泰生活台東店）[8][9]。

## 樓層簡介
| 樓層   | 配置                                       |
| ------ | ------------------------------------------ |
| 3F～4F | 秀泰影城                                   |
| 2F     | 主題餐廳、運動用品、配件                   |
| 1F     | 休閒（UNIQLO）、女裝、家電用品、玩具、食品 |
| B1     | 員工停車場、卸貨區                         |

## 周邊環境
- 公有新生樂活地下停車場（Publicly Owned Xinsheng Loha Underground Parking Lot）
- 新生公園（Xinsheng Park）
- 鐵花村（Railway Art Village）
- 臺東轉運站（Taitung Bus Station）
- 國立臺東大學臺東校區（National Taiwan Taitung University Taitung Campus）
- 臺東故事館（Taitung Story Museum）
- 鯉魚山（Liyu Mountain）

## 外部連結
- 秀泰生活台東店 （页面存档备份，存于）
- 台東秀泰影城生活的Facebook專頁